# Johann I. von Rosenberg
Johann I. von Rosenberg (tschechisch Jan I. z Rožmberka) († 1. September 1389 in Wittingau), entstammte dem böhmischen Adelsgeschlecht Rosenberg.

## Leben
Seine Eltern waren Peter I. von Rosenberg und Katharina von Wartenberg († 1355). Johann hatte die Geschwister:
- Heinrich II. († 1346)
- Peter II. († 1384)
- Jost († 1369)
- Ulrich I., († 1390)
- Anna († 1388), verheiratet gewesen mit Heinrich V. von Leipa
- Mecela († 1380), verheiratet gewesen mit Johann von Leuchtenberg, Graf von Hals
- N. N., verheiratet gewesen mit Tobias Bechin von Kamenice

Nach dem Tod des Vaters 1347 wurde der drittgeborene Sohn Jost Regent des Hauses Rosenberg, da der älteste Heinrich II. bereits tot war und Peter I. dem geistlichen Stand angehörte. 1367 gründeten die Brüder Jost, Peter, Ulrich und Johann das Augustinerstift Wittingau, wobei die Initiative vermutlich von Peter ausging. Nach Josts Tod 1369 folgte Ulrich I. in der Regentschaft der Rosenberger. Aus nicht bekannten Gründen teilten die Brüder Ulrich, Peter und Johann 1374 die Besitzungen. Ulrich erhielt Gratzen und Johann zusammen mit Peter die restlichen rosenbergischen Besitzungen, wobei Johann die Verwaltung des Vermögens übernahm. Deshalb wohnte er abwechselnd in Wittigau und Krumau. Am 17. März 1376 erteilten Johann und Peter der Stadt Wittingau das Heimfallrecht und am 8. September 1376 die Rechte einer Königsstadt. 1384 gründete Johann zusammen mit seinem Bruder Peter und Ulrichs Sohn Heinrich III. von Rosenberg das Kloster der Paulaner in Heuraffl. 1384 stifteten Johann I. und Peter I. in Wittingau ein Haus für verarmte Priester. In einigen Urkunden Kaiser Karls IV. ist Johann als Zeuge erwähnt.
Mit einem Vertrag aus dem Jahre 1384 wurde vereinbart, dass nach dem Tod des letzten Bruders die rosenbergischen Besitzungen wieder zusammengeführt werden sollten. Da Johann ein Jahr vor seinem Bruder Ulrich starb, erlangte er nie die Position des Regenten. Diese Stellung erreichte 1390 Ulrichs Sohn Heinrich III.
Johann I. war mit Elisabeth von Hals (Alžběta z Halže; † 1384) verheiratet. Die Ehe blieb kinderlos. 1380 gründete Elisabeth zusammen mit ihrer Schwägerin Agnes von Walsee, der Witwe von Jost von Rosenberg, eine Stiftung für einen böhmischen Prediger der St.-Veit-Kirche in Krumau.
Nach seinem Tod wurde Johann in der Familiengruft der St.-Ägidius-Kirche in Wittingau bestattet.